# 그랑송 전투
그랑송 전투(Battle of Grandson)는 1476년 3월 2일 벌어진 부르고뉴 전쟁의 전투 중 하나이다. 부르고뉴 공작 용담공 샤를이 대패를 겪은 전투이다.

## 1476년 2월 그랑송 공성전

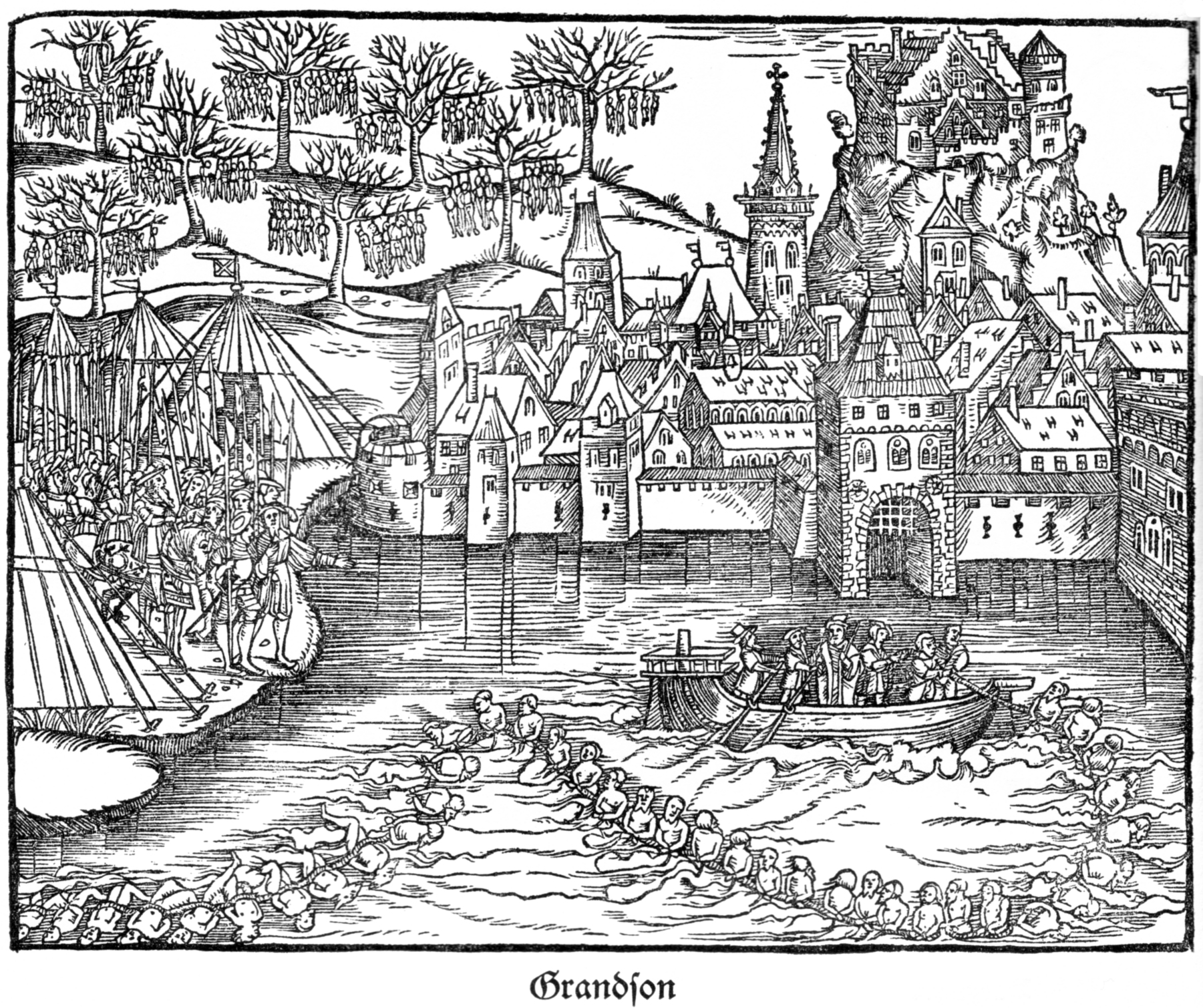
그랑송 공성전과 수비대의 처형. 요한 시톰프의 일러스트

1476년 2월말 용담공 샤를 대개 무모한 혹은 경솔한 샤를이라 부르는 그는 뇌샤텔 호수의 그랑송 성을 포위했다. 그랑송은 샤를의 동맹자였던 자크 드 사부아(Jacques de Savoie)의 소유 영지였으나 그 전 해에 스위스 연방에게 점령당했다. 샤를은 대규모 용병부대와 함께 많은 대포를 갖고왔고, 이 포격의 위력이 대단함에 따라 스위스 측 수비대는 함락의 공포에 몸서리쳤다. 베른(Bern)의 강한 영향력 아래에 있던 스위스는 수비대를 구원할 군대를 편성했다. 원군의 접근을 알리려고 선박이 그랑송으로 향했으나 부르고뉴 군대의 포격이 두려워 성채에 접근할 수가 없었다. 배에 올라탄 사람들은 원군이 가까이 와 있다는 것을 몸을 흔들어 성채 속의 사람들에게 알렸으나 수비대는 이를 오해하고 항복을 결단했다.

## 그랑송 수비대의 처형
스위스측의 자료에 의하면 샤를이 목숨을 보장하는 것으로 수비대는 항복하는 것에 합의했다. 샤를과 동행했던 역사가 파니가로라(Panigarola)는 수비대는 용담공의 자비에 몸을 맡기고 있었기에 그 처우의 결정권은 샤를에게 있다고 주장했다. 샤를은 수비대 412명 전원을 처형하라고 명령했다. 이 정경을 묘사했던 파니가로라는 "충격과 공포"(shocking and horrible)라고 기록하고 스위스는 공포로 가득찼을 것이라고 확신했다. 1476년 2월 28일 희생자들 모두 샤를의 천막쪽으로 끌려와 나무에 매달렸다가 호수에 던져졌다. 처형은 마지막까지 4시간이 걸렸다.

## 그랑송 전투

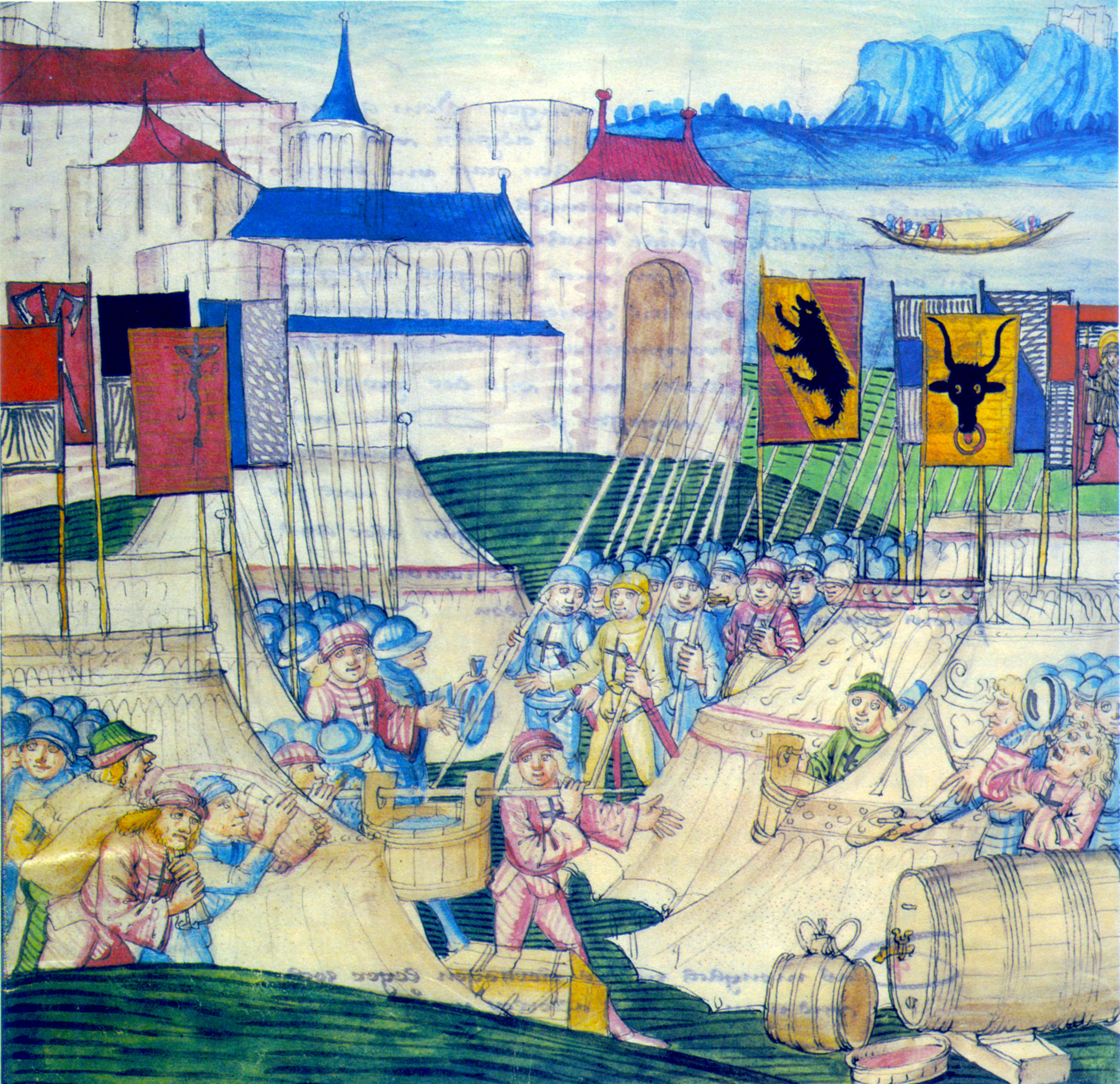
그랑송 전투 이후 부르고뉴 캠프의 약탈. 디보르트 시링그 (종형)의 일러스트, 1483년

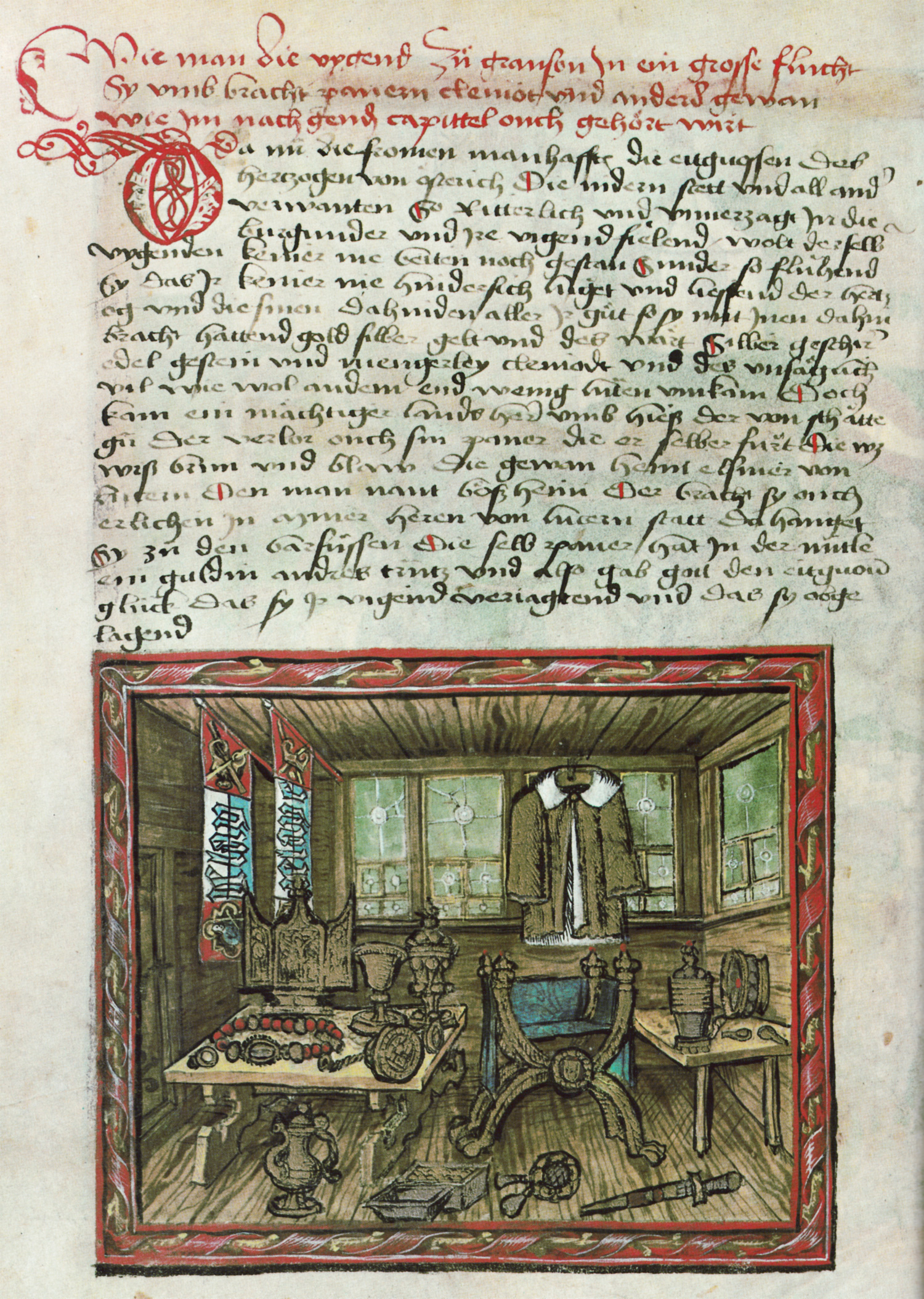
루세른(Lucerne)에 진열된 그랑송의 전리품, 1513년 디보르트 시링그 (종제)의 일러스트, 1513년

스위스는 수비대가 이러한 운명을 맞이했다는 소식을 듣지 못한 채 포위가 풀리기를 바라며 계속 병력을 모았다. 이 원군은 20,000명을 거의 헤아려 아마 부르고뉴 군대를 약간 넘어설 수 있을 정도였다. 1476년 3월 2일 스위스군은 콩시스(Concise)라는 마을 근교에서 샤를의 부대에 접근했다. 스위스군은 3부대로 나눠 진군했고, 전위(vanguard)가 부르고뉴 군과 접촉했다. 정찰이 제대로 이루어지지 않았기 때문에 샤를은 스위스군의 규모와 진형을 파악하지 못하였고, 스위스군의 전위만을 원군의 전부라고 오해했다.
슈비츠, 베른, 졸로투른 지역의 병사로 편성된 전위부대는 얼마안가 전투가 일어날 것을 알아차리고 꿇어앉아 기도했다. 전해지는 바에 의하면 그들이 "우리들의 주여", "아베 마리아" 라고 3번 외치는 것을 부르고뉴 군의 일부가 항복의 의사표시로 오해했다. 어쨌든 샤를은 공격개시 명령을 내렸다. 이때 스위스군은 "너희에겐 자비는 내려 줄 수 없다. 너희들은 모두 죽을 것이다" 라고 외치면서 맹렬히 돌격했다. 부르고뉴 군의 기사는 곧 스위스의 전위를 포위했으나 샤를은 중대한 잘못을 범했다. 소규모 전투 후 샤를은 재돌격 하기 전에 포격으로 스위스군의 병력을 줄이려고 기병부대에게 후퇴를 명령했다.
그런데 그때 숲속을 비밀리에 접근하던 스위스군 본대가 모습을 들어냈다. 이미 후퇴를 개시하던 부르고뉴군은 아까보다 규모가 더 큰 스위스군 제2부대의 출현에 혼란에 빠졌다. 정연한 후퇴는 패주로 탈바꿈하고 부르고뉴 군은 예측을 뛰어넘어 도망쳤다. 샤를은 혼란을 일으킨 군대 속에서 멈추라고 큰 목소리로 명령하며, 도망치는 병사를 검으로 내려쳤다. 그러나 이미 시작된 패주를 멈추지 못하고 샤를도 도망칠 수밖에는 없었다.
스위스군은 부르고뉴 군을 추격하는데 필요한 기병부대를 갖고 있지 않았기 때문에 양군 모두 희생자는 거의 없었다. 스위스군은 약간의 피해로 유럽에서 가장 위대한 공작에게 창피를 주었고, 최강이라고 불리며 두려워하던 군대를 단 한번의 전투에서 격파하고 막대한 보물을 손에 넣었다. 샤를이 갖고 있었던 전리품이 가장 훌륭했다. 그것은 보석, 금은그릇, 태피스트리, 그리고 부르고뉴군의 대포의 대부분이란 것들이었다. 스위스인은 처음엔 이것이 어느 정도의 가치가 있는지는 전혀 알지 못했다. 이때 전리품의 일부라 생각되는 품목들은 오늘도 스위스 각지의 박물관에 전시되어 있다. 또한 현재까지 남아 있던 대포류는 스위스의 뇌샤텔 근처 라 뇌비빌(La Neuveville)의 박물관에 소장되어 있다.

## 결과
이 전투 후, 스위스 병사는 동포의 시신들이 나무에 매달려 있는 것을 보게 되었다. 이것을 목격한 페타만 에텔린(Peterman Etterlin)은 이 광경을 "폭군의 손에 의해 교수형에 처해진 고결한 사람들이 무참하게도 성의 정면에 있는 나무들에 매달린지 얼마 안된 모습인 채로 있었다. 이것은 비참하고 슬픈 광경이었다. 1개의 나뭇가지에 10명에서 20명의 남자가 매달려 있었다. 나무들은 아래로 구부러진 채 매달린 인간을 한 가득 안고 있었다. 아버지와 아들, 혹은 형제 및 친구들이 서로 곁하여 매달렸다. 거기 그들을 아는 고결한 사람들, 즉 그들의 친구, 사촌, 형제들이 와서 비참하게 달려 있는 그들을 발견하였다. 울음소리와 비탄 속에서 최초의 분노와 고통이 있었다……." 라고 기술하였다.
샤를은 포로를 죽이는 것으로 스위스인의 사기를 꺾으려고 했으나 오히려 거꾸로 그들을 결속시켜 자기 자신의 파멸을 초래하는 결과가 되었다. 1476년 6월 부르고뉴군은 무르텐 전투(또는 모라 전투)에서 스위스군과 싸웠으나 완패했다.

## 참조 및 더 읽어보기
- Heinrich Brennwald, Schweizerchronik, (Basel: Basler Buch- und Antiquariatshandlung, 1910) 2: 244-9.
- Philippe de Commynes, Memoirs: the Reign of Louis XI, (Baltimore: Penguin Books, 1972), pp. 280-2.
- Gerald Edlibach, Chronik, (Zurich: Meyer, 1847), p. 150-1.
- Petterlin Etterlin, Kronika von der loblichen Eidgnoschaft, (Basel: Eckenstien, 1752), pp.89-91.
- Johannes Knebel, Chronik aus den Zeiten des Burgunderkriegs, (Basel: Bahnmaier, 1851) 2: 357-60.
- "Panigarola and den Herzog (Galeazzo Maria Sforza) von Orbe," 4 March 1476 as cited in Wilhalm Oechsli ed. Quellenbuch zur Schweizergeschichte, (Zurich: Schulthess, 1901), pp. 232-4.
- Diebold Schilling, Die Berner-Chronik, (Bern: Wyss,) 1: 373-5.
- Albert Winkler, The Swiss and War: the Impact of Society on the Swiss Military in the Fourteenth and Fifteeenth Centuries, unpublished PhD dissertation, Brigham Young University, 1982, pp.73-6.
- Richard Vaughan, Charles the Bold: The Last Valois Duke of Burgundy. London, Longman Group Ltd., 1973. ISBN
- Florens Deuchler, Die Burgunderbeute: Inventar der Beutestücke aus den Schlachten von Grandson, Murten und Nancy 1476/1477, Verlag Stämpfli & Cie, Bern 1963.